# Retroviridae
Retroviridae é uma família de vírus que possuem genoma constituído por RNA fita simples senso positivo e que replicam o RNA viral por meio de um processo denominado transcrição reversa, onde moléculas de DNA dupla fita (dsDNA) são geradas a partir de RNA, pela ação da enzima transcriptase reversa. Esta família viral pertence ao grupo VI (vírus ssRNA-RT) no Sistema de Classificação de Baltimore. Ledy do Horto dos Santos Oliveira 

## Ciclo viral dos retrovírus
De maneira geral, o ciclo viral dos retrovírus ocorre da seguinte maneira:
- Transmissão: O vírus é levado (por algum meio) até uma célula compatível com seus recetores sítios de ligação;
- Adsorção: O vírus adere à célula hospedeira;
- Injeção: O vírus injeta seu RNA e enzimas virais dentro da célula hospedeira;
- Eclipse: O vírus, através da enzima transcriptase reversa, sintetiza DNA a partir do seu RNA, e liga esse DNA ao DNA da célula hospedeira. Ainda durante a Eclipse, o DNA celular produz as proteínas e outras substâncias da cápsula viral;[carece de fontes?]
- Retrotranscrição: A síntese de DNA (ssDNA senso negativo) a partir do genoma viral (ssRNA senso positivo) ocorre por intermédio da enzima viral transcriptase reversa, uma DNA polimerase RNA-dependente que catalisa esta reação. O DNA produzido pode se integrar ao genoma celular, onde será transcrito e codificará mRNAs e novos RNAs virais. Estes processos são mediados pela ação de uma RNA polimerase DNA-dependente celular, que transcreve o provírus integrado ao genoma hospedeiro;[4][5]

- Liberação: os novos retrovírus formados dentro da célula hospedeira saem dela. Esse processo pode ser lítico (quando, devido ao grande número de vírus, a célula se rompe) ou lisogênico (os vírus saem da célula sem rompê-la).[carece de fontes?]

## Classificação
Os seguintes gêneros são incluídos dentro da família Retroviridae :
- Alpharetrovirus; espécies: vírus da leucemia aviária "Structure and Classification of Retroviruses" do livro The Retroviridae.
- Betaretrovirus; espécies: vírus do tumor mamário dos ratos [nota 2]
- Gammaretrovirus; espécies: vírus da leucemia de camundongos e vírus da leucemia felina
- Deltaretrovirus; espécies: vírus da leucemia bovina e os vírus HLTV, que afetam humanos
- Epsilonretrovirus;
- Lentivirus; espécies: vírus da imunodeficiência humana (AIDS) e da imunodefiência de felinos e símios
- Spumavirus;

## Doenças causadas por retrovírus
- A SIDA (ou AIDS) é uma doença causada pelo retrovírus HIV (em português:  vírus da imunodeficiência humana, VIH);
- Os retrovírus HTLV-1 e HTLV-2, sendo o primeiro é responsável pela ocorrência  de algumas doenças como o linfoma das células T, já o segundo retrovírus citado, não há até o momento, ligação com alguma patologia determinada.[7][nota 3]

## Papel Medicinal
Quando utilizados como vetores na terapia gênica somática, alteram de forma permanente a célula hospedeira, integrando-se ao genoma. São utilizados especialmente em células dos músculos liso e esquelético, da medula óssea, fibroblastos e hepatócitos.[carece de fontes?]

## Retrovírus exógeno
São retrovírus com comportamento infeccioso típico, disseminando-se horizontalmente por contacto. Muitos retrovírus exógenos são recombinantes produzidos em laboratório ou por co-infecção casual de um animal, não se encontrando como provírus endógeno na natureza.

## Retrovírus endógeno
Uma cópia DNA completa do genoma (provírus), em determinadas situações, em muitas espécies de retrovírus, pode ser transmitida ao DNA da linhagem germinal materna à prole por herança mendeliana. Perpetua-se, assim, esse DNA em todas as células de um indivíduo em algumas espécies de vertebrados. Ex: retrovírus PERV-A e PERV-B em suínos. Esses genomas provirais são controlados pelos genes reguladores das células e normalmente são silenciosos devido à mutações, deleções ou transposições. Seqüências endógenas de retrovírus representam 8% do genoma humano. Sugere-se que esses provírus possam ser ativados por diversos fatores como radiações, exposição a substâncias químicas mutagênicas ou carcinogênicas, hormônios e etc.